# Жимковиці
Жимковиці (пол. Rzymkowice, нім. Ringwitz) — село в Польщі, у гміні Корфантув Ниського повіту Опольського воєводства.
Населення — 591 особа (2011).

## Демографія
Демографічна структура станом на 31 березня 2011 року:
|          | Загалом | Допрацездатний вік | Працездатний вік | Постпрацездатний вік |
| -------- | ------- | ------------------ | ---------------- | -------------------- |
| Чоловіки | 271     | 67                 | 166              | 38                   |
| Жінки    | 320     | 51                 | 194              | 75                   |
| Разом    | 591     | 118                | 360              | 113                  |